# Bussunarits
Pour les articles homonymes, voir Bussunarits.
Bussunarits est une ancienne commune française du département des Pyrénées-Atlantiques. Le 12 mai 1841, la commune fusionne avec Sarrasquette pour former la nouvelle commune de Bussunarits-Sarrasquette.

## Géographie
Le village fait partie du pays de Cize dans la province basque de Basse-Navarre.

## Toponymie
Le toponyme Bussunarits apparaît sous les formes 
Buçunaritz (1264), 
Bucinariz (1304), 
Buzunariz (1513, titres de Pampelune), 
Buçunaritz (1621, Martin Biscay), 
Butcunna (1650),
Busunarits (1665, règlement des États de Navarre) et 
Buznaritz (1703, visites du diocèse de Bayonne).
Aphat, ancien fief de Bussunarits vassal du royaume de Navarre, est mentionné en 1863 dans le dictionnaire topographique Béarn-Pays basque.
Son nom basque est Duzunaritze ('chênaie des trembles').

## Démographie
| 1793 | 1800 | 1806 | 1821 | 1831 | 1836 |
| ---- | ---- | ---- | ---- | ---- | ---- |
| 276  | 294  | 275  | 295  | 314  | 294  |

## Culture locale et patrimoine

### Patrimoine religieux
L'église Saint-Jean-Porte-Latine date du XVe siècle. Elle recèle une statue de Vierge à l'Enfant du XVIIe siècle et une statue de la même époque représentant Sainte Catherine.

## Pour approfondir